# F 8 (1916)
F 8 – włoski okręt podwodny z czasów I wojny światowej i okresu międzywojennego, jedna z 21 zbudowanych dla Regia Marina jednostek typu F. Okręt został zwodowany 13 listopada 1916 roku w stoczni FIAT-San Giorgio w La Spezii, a w skład włoskiej marynarki wojennej został wcielony 2 lutego 1917 roku. 14 lutego 1917 roku F 8 zatonął w Zatoce Genueńskiej, jednak został podniesiony i powrócił do służby. Jednostka została skreślona z listy floty 1 września 1919 roku.

## Projekt i budowa
Okręty podwodne typu F zostały zaprojektowane przez inż. majora Cesarego Laurentiego jako ulepszenie poprzedniego projektu tego konstruktora – jednostek typu Medusa. Przy zachowaniu wymiarów zewnętrznych i wyporności nowe okręty charakteryzowały się krótszym czasem zanurzania, większą manewrowością w położeniu nawodnym i podwodnym, powiększonym kioskiem, instalacją działa pokładowego, żyrokompasu, dwóch peryskopów i systemu łączności podwodnej Fessenden. Okręty miały konstrukcję dwukadłubową, z kadłubem lekkim ukształtowanym na podobieństwo linii kadłuba torpedowców . Przestrzeń między kadłubem sztywnym a lekkim można było uczynić wodoszczelną poprzez zamknięcie specjalnych odwietrzników: w ten sposób okręty zyskiwały dodatkową rezerwę pływalności, szczególnie przydatną podczas żeglugi po powierzchni w złych warunkach pogodowych .
F 8 zbudowany został w stoczni FIAT-San Giorgio w La Spezii. Stępkę okrętu położono 12 czerwca 1915 roku, a zwodowany został 13 listopada 1916 roku. Motto okrętu brzmiało „Ricordati e aspetta” (pol. „Pamiętaj i czekaj”) .

## Dane taktyczno-techniczne
F 8 był niewielkim, przybrzeżnym okrętem podwodnym . Kadłub podzielony był grodziami wodoszczelnymi (wyposażonymi w podwójne drzwi wodoszczelne) na trzy przedziały: dziobowy (mieszczący kubryk marynarzy), przedział z głównym stanowiskiem dowodzenia i siłownią oraz przedział baterii akumulatorów . Długość całkowita wynosiła 45,63 metra, szerokość 4,22 metra i zanurzenie 3,1 metra. Wyporność normalna w położeniu nawodnym wynosiła 262 tony, a w zanurzeniu 319 ton. Okręt napędzany był na powierzchni przez dwa dwusuwowe silniki wysokoprężne FIAT 216 o łącznej mocy 670 KM . Napęd podwodny zapewniały dwa silniki elektryczne Savigliano o łącznej mocy 500 KM. Dwa wały napędowe obracające dwiema śrubami umożliwiały osiągnięcie prędkości 12,5 węzła na powierzchni i 8 węzłów w zanurzeniu. Zasięg wynosił 1300 Mm przy prędkości 9 węzłów w położeniu nawodnym oraz 120 Mm przy prędkości 2,5 węzła w zanurzeniu (lub 800 Mm przy prędkości 12 węzłów w położeniu nawodnym oraz 9 Mm przy prędkości 8 węzłów w zanurzeniu). Zapas paliwa wynosił 12 ton. Energia elektryczna magazynowana była w jednej baterii akumulatorów składającej się z 232 ogniw . Dopuszczalna głębokość zanurzenia wynosiła 40 metrów  .
Okręt wyposażony był w dwie stałe dziobowe wyrzutnie kalibru 450 mm, z łącznym zapasem czterech torped. Uzbrojenie artyleryjskie stanowiło pojedyncze pokładowa armata przeciwlotnicza kalibru 76 mm Armstrong A1914 L/30 oraz karabin maszynowy Colt kalibru 6,5 mm  .
Załoga okrętu składała się z 2 oficerów oraz 24 podoficerów i marynarzy.

## Służba
F 8 został wcielony do służby w Regia Marina 2 lutego 1917 roku. Jego pierwszym dowódcą został kpt. mar. (wł. tenente di vascello) Vittorio Levi Schiff . 14 lutego, podczas ćwiczebnego rejsu w Zatoce Genueńskiej, w odległości 2 Mm na południe od wyspy Tino okręt na skutek błędu załogi zatonął na głębokości 30 metrów . Jednostka nie doznała większych uszkodzeń i została wkrótce podniesiona przy pomocy brazylijskiego okrętu-bazy okrętów podwodnych „Ceará” i we wrześniu 1917 roku powróciła do służby .
14 grudnia F 8 został przydzielony do 2. eskadry (wł. Squadriglia) okrętów podwodnych w Wenecji . Podczas rejsu z La Spezii do Wenecji uległ uszkodzeniu zawór wydechowy spalin oraz jeden z cylindrów i pojawiły się przecieki kadłuba, więc po przybyciu do Wenecji okręt trafił do doku na remont . W marcu 1918 roku rozpoczął działalność bojową, przeprowadzając ofensywne patrole pod Triest i Polę . W czerwcu F 8 został przeniesiony do Flotylli okrętów podwodnych w Ankonie . Jednostka operowała również z Wenecji i Porto Corsini pod Rawenną. 1 listopada 1918 roku okręt bazował w Wenecji. Podczas całego konfliktu załoga jednostki wzięła udział w 10 rejsach bojowych, nie odnotowując w trakcie służby żadnych godnych wzmianki zdarzeń .
Po zakończeniu wojny F 8 został rozbrojony, a następnie skreślony z listy floty 1 września 1919 roku .